# ウィニング・グラウンド
「ウィニング・グラウンド」（Winning Ground）は、スウェーデンの歌手エリック・サーデの7作目のプロモーションシングル。

## 概要
スウェーデンで行われたUEFA欧州女子選手権2013のオフィシャルソング。またこの大会でスウェーデンのロッタ・シェリンが得点王に輝いた。
この曲も全2作のプロモーションシングルと同様、通常のシングル並みの扱いを受けており、PVも制作されている。

## 収録曲
1. ウィニング・グラウンド "Winning Ground"